# Kemer, Antalya
Kemer là một huyện thuộc tỉnh Antalya, Thổ Nhĩ Kỳ. Huyện có diện tích 468 km² và dân số thời điểm năm 2007 là 33153 người, mật độ 71 người/km².